# Marco Battilana
Marco Battilana (* 30. Mai 1976 in St. Gallen) ist ein Schweizer Curler.

## Werdegang
Bei der Europameisterschaft 2002 und 2005 sowie der Weltmeisterschaft 2006 und 2008 blieb Battilana ohne Medaille. Die Weltmeisterschaft 2003 in Winnipeg war mit dem Gewinn der Silbermedaille sein bisher grösster Erfolg.
2006 nahm Battilana an den Olympischen Winterspielen in Turin teil. Die Mannschaft belegte den fünften Platz.